# Cephalopholis taeniops
Cephalopholis taeniops es una especie de pez del género Cephalopholis, familia Serranidae. Fue descrita científicamente por Valenciennes en 1828.
Se distribuye por el Atlántico Oriental: Sáhara Occidental a Angola, incluidos Cabo Verde y las islas de Santo Tomé y Príncipe. También registrado desde el Mediterráneo. La longitud total (TL) es de 70 centímetros. Habita en fondos arenosos y rocosos. Puede alcanzar los 200 metros de profundidad.
Está clasificada como una especie marina inofensiva para el ser humano.